# Эргашев, Мубин Асрорович
Мубин Асрорович Эргашев (тадж. Мубин Асрорович Эргашев; род. 6 октября 1973, Душанбе) — таджикистанский футболист, выступавший на позиции полузащитник. В настоящее время осуществляет тренерскую деятельность.

## Биография
Является воспитанником детско-юношеской футбольной школы Ленинского района (ныне — Рудаки). Первый тренер — Бахтиер Хакимович Халимов. С 1990-х годов и до начала 2000-х годов выступал за различные футбольные клубы Таджикистана. В составе душанбинского «Варзоба» становился чемпионом и обладателем Кубка страны. После завершения карьеры в качестве футболиста, начал тренерскую деятельность в качестве ассистента тренера в команде «Ирригатор» Душанбе. После, работал в тренерских штабах различных клубов и сборных Таджикистана. С 2014 года являлся главным тренером душанбинского «Истиклола», с которым выиграл несколько титулов внутри страны, а также серебряные медали Кубка АФК 2015. В июле 2015 года был назначен главным тренером национальной сборной Таджикистана. 30 марта после проигрыша сборной Киргизии со счётом 0:1, был уволен с поста главного тренера сборной.
В июне 2017 года назначен главным тренером гиссарского «Баркчи». Также с этого периода тренировал молодёжную сборную Таджикистана, для которой «Баркчи» являлся базовым клубом. В 2018 году, вывел сборную в 1/4 финала чемпионата Азии который проходил в Индонезии, таким образом показав наилучший результат.
В 2021 году возглавил олимпийскую сборную Таджикистана, которую впервые вывел в финальную часть Кубка Азии до 23 лет. В 2023 году вновь вывел олимпийскую сборную на молодежный Кубок Азии, который пройдет в 2024 году в Катаре.
Является единственным тренером в Таджикистане, который имеет тренерскую лицензию UEFA «PRO» (2015) и первым наставником с которым таджикский клуб одержал победу в Лиге чемпионов АФК.

## Достижения в качестве игрока
- Бронзовый призёр первой лиги Таджикистана (2): 1998, 2004
- Чемпион Таджикистана: 1999
- Обладатель Кубка Таджикистана: 1999

## Достижения в качестве тренера
- Чемпион Таджикистана (6): 2009, 2010, 2011, 2014, 2015, 2016
- Обладатель Кубка Таджикистана (4): 2010, 2014, 2015, 2016
- Обладатель Суперкубка Таджикистана (5): 2011, 2012, 2014, 2015, 2016
- Обладатель Кубка Федерации футбола Таджикистана (2): 2014, 2015
- Серебряный призёр первой лиги Таджикистана: 2000
- Финалист Кубка Таджикистана: 2012
- Бронзовый призёр Чемпионата Таджикистана: 2012
- Обладатель Кубка президента АФК: 2012
- Финалист Кубка вызова АФК: 2008
- Финалист Кубка АФК: 2015
- Бронзовый призёр Кубка вызова АФК: 2010

Личные
- Тренер года (2): 2014, 2015